# 江夏区
江夏区是中国湖北省武汉市的市辖区。面积2009平方公里，常住总人口約98万人。区人民政府驻文化大道99號。

## 历史沿革
周代属楚，秦属南郡。西汉高祖六年（前201年）设置江夏郡，辖境相当今湖北安陆、钟祥、潜江、沔阳、嘉鱼、蒲圻、崇阳以东，以及河南光山、新县以西、信阳以东、淮河以南地。今武汉之地属沙羡县。
378年改汝南县。581年改江夏县，589年改治郢城（今武汉市武昌区）。辛亥革命后，1912年置武昌县，隶属于江汉道，1930年改隶湖北省第一专署。1949年中华人民共和国成立后，在位于武汉市武昌区的傅家坡设立武昌县人民政府，隶属于大冶专区。1952年改由孝感专区管辖。1959年11月，武昌县划归武汉市，1960年县政府迁往纸坊镇。1961年4月，又将其划归孝感专区，1965年划归咸宁专区。1975年11月，武昌县再次划归武汉市，成为武汉市的郊县之一。1995年撤县建区，成立武汉市江夏区。

## 地理

### 位置
江夏区坐落于长江中游南岸，地处东经114º01’～114º35’、北纬29º58’～30º32’。正北与武汉市洪山区毗连，东北与鄂州市接壤，东南与大冶市相邻，正南与咸宁市交界，西南与嘉鱼县相靠，西北与汉阳区和汉南区隔长江相望。区境南北长83.2公里，东西宽54.17公里。区治纸坊街道办事处。

### 地形地貌
江夏区在地层区划上属扬子地层区下扬子分区大冶小区。地质特点是以原古生界为基底，自震旦纪以来，长期接受沉积，地层发育极良好。地质结构主要是印支运动和燕山运动的产物，褶皱和断裂发育，岩浆活动有一定表现。地貌为鄂南幕阜丘陵向江汉冲积平原延伸的过渡地带。地势南北狭长微倾；东西北依湖滨江，以垅岗平原为主要地貌类型。
区境各山南面承接鄂南幕阜山系向北蜿蜒，以郑店与乌龙泉连界的个字山为主，向三方呈个字形伸延。个字山北为八分山，其西北为神山、金冈山、天光山等；其东南为马鞍山、仙人山、天子山、石山、浮山等；其东迤北为青龙山、狮子山、锦绣山、凤凰山、二龙山、丁姑山、黄龙山等。其中以八分山为最高，海拔272.5米，总面积0.8平方公里；其次为二龙山之龙泉山，海拔232.5米；丁姑山海拔200米以上。
区境西北濒临长江，东、北、西南三面环湖，有金水贯串其间，形成江湖环抱之势；又因全县地势南北狭长而东西倾斜，水系呈离心扇形。按自然出江口划分：金水出金口入江，梁子湖水出樊口，汤逊湖水出武泰闸。这三个水系包括许多港汊、塘堰和湖泊。水域面积106.9万亩，占全县总面积35.5%。

### 气候
江夏区属亚热带大陆性季风气候，光照充足，气候温和，雨量充沛，四季分明，酷暑严冬时间短，无霜期长。

## 人口
根据武汉市第七次全国人口普查显示，截至2020年11月1日零时，江夏区常住人口为974715人，占全市总人口的7.91%，10年新增加329880人，人口增幅位列全市第四，全区常住人口即将突破100万。

## 行政区划
| 纸坊街道 | 146.74 | 15.1 | 24 | 11 |
| 金口街道 | 188.4  | 8.2  | 8  | 42 |
| 乌龙泉街道 | 173.46 | 4.7  | 3  | 23 |
| 郑店街道 | 122.6  | 4.0  | 2  | 21 |
| 五里界街道 | 224.2  | 2.0  | 1  | 8  |
| 金水街道 | 7      | 0.9  | 4  | -  |
| 安山街道 | 110.5  | 2.6  | 1  | 18 |
| 山坡街道 | 266.4  | 5.0  | 5  | 42 |
| 法泗街道 | 88.6   | 3.0  | 1  | 22 |
| 湖泗街道 | 84.7   | 3.0  | 1  | 24 |
| 舒安街道 | 135.9  | 2.3  | 1  | 20 |
| 佛祖岭街道 | 194.22 | 5.5  | 11 | 13 |
| 豹澥街道 | 88.63  | 4.0  | 6  | 22 |
| 龙泉街道 | 67     | 1.9  | 1  | 14 |
| 滨湖街道 |        |      | 1  | 13 |
| 注：1.滨湖街道面积、人口暂无数据。 2.佛祖岭街道、豹澥街道、龙泉街道、滨湖街道由东湖新技术开发区管理。 3.武汉江夏经济开发区庙山高新技术产业园、武汉江夏经济开发区藏龙岛高新技术产业园、武汉江夏经济开发区大桥现代产业园、江夏区经济开发区梁子湖风景区办事处、武汉江夏经济开发区金港汽车产业园不在街道乡镇面积与人口数据的统计中。 4.金水街道的港尖生产队、窑沟生产队、新沟生产队、邓家瓦屋生产队、花篮棚生产队、水产生产队、四行生产队、梨园生产队、农科所生产队不在社区与村的统计中。 |        |      |    |    |

## 經濟發展
2010年，江夏區全區經濟總值（GDP）227億元，是2005年的2.6倍，年均增長15.5%；全區財政收入42.74億元，是2005年的5.3倍，年均增長39.6%。在湖北省80縣（市區）經濟發展綜合評比中，通過在经济总量、人均、速度、后劲等6大类共25个小项指标中的量化考核，以百分之78.4分排名第一。這也是江夏區連續三年（2008年～2010年）在湖北省縣域經濟綜合測評中排名第一。上海通用汽车有限公司继烟台东岳、沈阳北盛之后，将第三个生产基地设置于武汉江夏区。

## 名胜古迹
龙泉山风景区（樊哙墓，明楚昭王朱桢陵（朱楨（明朝宗室）））、明朝矶驳岸、中山舰陈列馆

## 历史名人
- 熊廷弼（1569-1625）：明末辽东三杰。
- 譚鑫培（1847-1917）：著名的京劇表演藝術家，京劇生行的譚派的創始人。
- 魏宸组（1885-1942）：中華民國外交家，曾任中華民國駐荷蘭，比利時，德國，波蘭公使，中華民國外交部次長。
- 熊秉坤（1885-1969）：曾參加辛亥革命武昌起義，追隨孫中山參加護法運動，曾擔任南京国民政府军事参议院中将参议的革命功臣。
- 项英（1898-1941）：中國共產黨和中國工農紅軍的早期領導人之一，新四軍的創建人和主要領導人之一，曾任新四軍副軍長。
- 彭孟缉（1908-1997）：中華民國陸軍一級上將。

## 风味特产
梁子湖武昌鱼、汤逊湖鱼丸、江夏藠头、梁子湖河蟹等。